# James Wilson (jurist)
James Wilson (Carskerdo (Schotland), 14 september 1742 – Edenton (North Carolina), 28 augustus 1798) was een Amerikaans politicus en rechter. Hij was een van de ondertekenaars van de Amerikaanse grondwet en een rechter in het Hooggerechtshof.

## Levensloop
Wilson werd geboren in Schotland en groeide op in een presbyteriaans gezin. Hij studeerde aan verschillende Schotse universiteiten zonder een diploma te behalen. Daar werd hij wel beïnvloed door de ideeën van de Schotse verlichting en verhuisde in 1766 naar Philadelphia in het toenmalige Brits-Amerika. Aan The Academy and College of Philadelphia, een van de prominente academische instituten in het land, vervolgde hij zijn studie en behaalde een graad in de rechten. Vervolgens werd hij opgeleid in de rechten door John Dickinson. Twee jaar werd Wilson toegelaten tot het beroep van advocaat en begon zijn eigen praktijk in Reading. Als advocaat was de Schot erg succesvol en na twee jaar had hij een klein fortuin vergaard. Daarvan kocht Wilson een klein boerderijtje in Carlise, terwijl hij ook het werk in zijn praktijk voortzette.
Intussen nam in de Britse koloniën in Amerika de roep om onafhankelijkheid toe. Dat kwam onder andere door de hoge belastingen en hoge importheffingen, terwijl de Amerikaanse koloniën geen recht hadden op een vertegenwoordiging in het Britse parlement. Wilson mengde zich in 1774 ook in de discussie met het pamflet Considerations on the Nature and Extent of the Legislative Authority of the British Parliament waarin hij stelde dat het Britse parlement geen recht had om wetten aan te nemen aangaande de Amerikaanse koloniën. Een jaar later nam hij dienst bij de militie van Pennsylvania en werd benoemd tot brigade-generaal.
Door Pennsylvania werd Wilson in 1776 afgevaardigd naar het Continental Congress. Daar was hij een warm bepleitter voor onafhankelijkheid, maar wilde ook instemming van zijn district. Pas toen duidelijk bleek dat daar een meerderheid voor onafhankelijkheid was stemde Wilson daar mee in. Hij verliet het Congres in 1777 weer.
Wilson verdedigde in 1779 nadat de Britse troepen Philadelphia hadden verlaten met succes 23 personen die ervan beschuldigd werden met de Britten te hebben samengewerkt. Na het proces trok een meningte op naar zin  huis. Daar hadden Wilson en 35 van zijn collega's zich verschanst. Bij de gevechten verloren zes mensen het leven totdat de stadsmilitie ingreep. Zijn huis kreeg de bijnaam Fort Wilson. Aan de daders werd later gratie verleend door Joseph Reed, opperrechter van het hooggerechtshof van Pennsylvania. Hij had de menigte ook aangezet tot de rellen.
Als advocaat verdedigde Wilson meer Loyalisten en behartigde van 1779 tot 1783 de rechten van Frankrijk bij de Amerikaanse overheid. In 1787 werd hij namens Pennsylvania afgevaardigd naar de Constitutional Convention, waar een nieuwe grondwet werd opgesteld. Wilson had zitting in het Committee of Detail dat een eerste schets opstelde voor de grondwet. Daarin was er al sprake van dat de Senaat en president door het volk gekozen werden. Ook deed Wilson het voorstel voor een compromis waarbij slaven voor drie vijfde werden meegeteld bij het vaststellen van de vertegenwoordiging van een staat in het Congres of Kiescollege. Uiteindelijk was Wilson het bij het eindresultaat niet overal mee eens, maar maakte zich er wel hard voor dat de staat Pennsylvania de grondwet snel zou ractificeren. Dat deed Pennsylvania ook, slechts voorafgegaan door Delaware. Later was Wilson ook een van de leiders bij het opstellen van de grondwet voor zijn eigen staat.
Na de inwerkingtreding van de grondwet in 1789 benoemde president George Washington Wilson als rechter in het Hooggerechtshof. In de tijd dat hij daarin zitting had hoorde het Hooggerechtshof maar negen zaken. In 1790 kreeg hij ook een aanstelling als professor in de rechten bij The Academy and College of Philadelphia.
De laatste jaren van zijn leven gingen gepaard met verschillende grote financiële mislukkingen. Wilson verloor veel geld bij landspeculaties en werd korte tijd gevangengezet in New Jersey. Zijn zoon betaalde zijn schulden, maar daarna vluchtte Wilson naar North Carolina om aan andere schuldeisers te ontkomen. Daar zat hij weer een korte periode vast, maar bleef zich inzetten voor het Hooggerechtshof. In 1798 werd Wilson getroffen door malaria toen hij een vriend bezocht in Edenton, North Carolina. Hij overleed op 55-jarige leeftijd.
Baldwin · Bassett · Bedford · Blair · Blount · Brearley · Broom · Butler · Carroll · Clymer · Daniel · Dayton · Dickinson · Few · Fitzsimons · Franklin · Gilman · Gorham · Hamilton · Ingersoll · Johnson · King · Langdon · Livingston · Madison · McHenry · Mifflin · G. Morris · R. Morris · Paterson · C. C. Pinckney · Pinckney · Read · Rutledge · Sherman · Spaight · Washington · Williamson · Wilson